# Alídids
Els alídids (Alydidae) són una família d'hemípters heteròpters de l'infraordre Pentatomomorpha, molt similars i estretament relacionada amb els Coreidae. N'hi ha uns 40 gèneres amb 250 espècies. Estan distribuïts en les regions temperades i càlides de la Terra, la majoria són tropicals i subtropicals; per exemple a Europa només n'hi ha deu espècies i només dues es troben fora de la regió mediterrània.

## Descripció
Fan fins a 10-12 mm de llargada i tenen el cos prim. Alguns tenen potes llargues i molt fines. La característica més notable és la de tenir el cap ample, sovint similar en amplada i llargada al pronot i escutel i els darrers segments de les antenes estan allargats i corbats. Tenen ulls compostos i també ocels. Algunes espècies tenen hemièlitres i volen bé.
Els alídids solen presentar coloracions fosques o negrenques. La part de dalt de l'abdomen generalment és de color vermell-taronja però aquest color normalment no és visible perquè està cobert per les ales. Tenen glàndules que fan una pudor considerada més forta que les dels Pentatomidae. Aquesta pudor es diu que és similar a la del mal alè (halitosi).
Les larves i els adults, els quals de vegades tenen les ales reduïdes, d'algunes espècies com Dulichius inflatus i Hyalymenus spp. mimetitzen les formigues i viuen en formiguers.

## Ecologia
Viuen principalment en hàbitats amb aridesa i sorrencs, com els litorals, els bruguerars, estepes i sabanes. El seu principal aliment són les llavors. Alguns són importants plagues agrícoles, per exemple, Leptocorisa oratorius sobre l'arròs.

## Taxonomia
Es coneixen tres llinatges principals. Dos d'ells s'accepten generalment com a subfamílies, el tercer o es posa com una tribu, Leptocorisini dins els Microelytrinae, o es tracta com una tercera subfamília Leptocorinae.
La família Alydidae inclou els següents gèneres:
- Acestra Dallas, 1852
- Alydus Fabricius, 1803
- Anacestra Hsiao, 1964
- Apidaurus Stål, 1870
- Bactrocoris Kormilev, 1953
- Bactrodosoma Stål, 1860
- Bactrophya Breddin, 1901
- Bactrophyamixia Brailovsky, 1991
- Bloeteocoris Ahmad, 1965
- Burtinus Stål, 1859
- Calamocoris Breddin, 1901
- Camptopus Amyot & Serville, 1843
- Cosmoleptus Stål, 1873
- Cydamus Stål, 1860
- Daclera Signoret, 1863
- Darmistus Stål, 1859
- Dulichius Stål, 1866
- Esperanza Barber, 1906
- Eudarmistus Breddin, 1903
- Euthetus Dallas, 1852
- Grypocephalus Hsiao, 1963
- Hamedius Stål, 1860
- Heegeria Reuter, 1881
- Hyalymenus Amyot & Serville, 1843
- Hypselopus Burmeister, 1835
- Leptocorisa Latreille, 1829
- Longicoris Ahmad, 1968
- Lyrnessus Stål, 1862
- Marcius Stål, 1865
- Megalotomus Fieber, 1860
- Melanacanthus Stål, 1873
- Micrelytra Laporte, 1833
- Mirperus Stål, 1860
- Mutusca Stål, 1866
- Nariscus Stål, 1866
- Nemausus Stål, 1866
- Neomegalotomus Schaffner & Schaefer, 1998
- Noliphus Stål, 1859
- Oxycranum Bergroth, 1910
- Paramarcius Hsiao, 1964
- Paraplesius Scott, 1874
- Planusocoris
- Protenor Stål, 1867
- Rimadarmistus Bliven, 1956
- Riptortus Stål, 1860
- Robustocephalus Ahmad et al., 1979
- Slateria Ahmad, 1965
- Stachyocnemus Stål, 1870
- Stachyolobus Stål, 1871
- Stenocoris Burmeister, 1839 (rice bugs)
- Tenosius Stål, 1860
- Tollius Stål, 1870
- Trachelium Herrich-Schäffer, 1850
- Tuberculiformia Ahmad, 1967
- Tupalus Stål, 1860
- Zulubius Bergroth, 1894
- † Heeralydus Štys & Riha, 1975
- † Orthriocorisa Scudder, 1890
- † Sulcalydus Štys & Riha, 1975
- † Willershausenia Popov, 2007

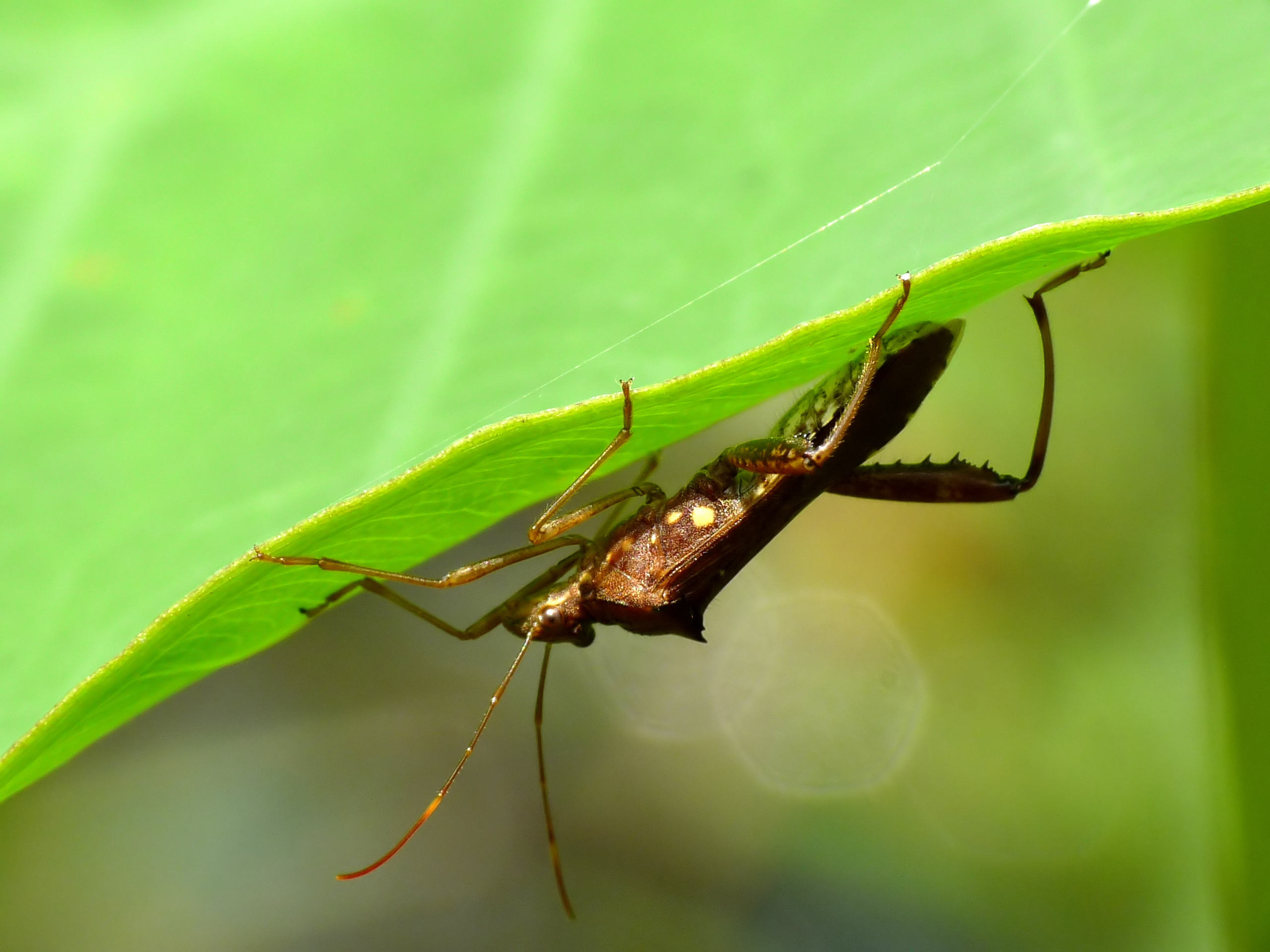
Riptortus sp. in Kerala
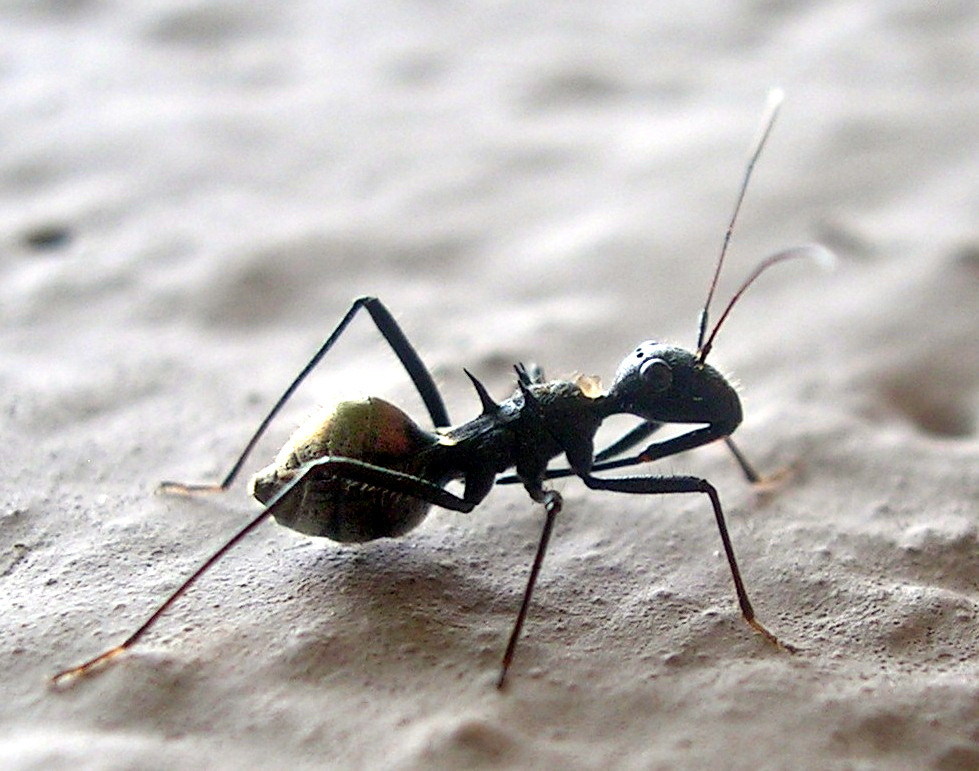
Dulichius inflatus, ant mimic